# 国际时间局
國際時間局（法語：Bureau International de l'Heure，缩写为）系位于法國的巴黎天文台，主要工作是收集和處理世界上各天文台對世界時和經緯度測量的結果，為世界各個國家的授時中心提供精確的世界時，主持世界各地天文台的经度联测工作，提供国际原子时和协调世界时的服务。1987年该组织撤销，其工作由國際度量衡局（BIPM）和國際地球自轉和參考座標系統服務（IERS）接管。

## 歷史
國際時間局於1912年創立，隨後幾年嘗試以國際會議來完成國際性的協調工作，但由於第一次世界大戰爆發，條約未能由成員國批准，因此工作未能展开。世界大戰結束後，1919年国际天文学联合会（IAU）成立，国际时间局成为其下属的一个机构。1929年到1965年期间，巴黎天文台台长同時兼任国际时间局的局长。
1965年到1987年期间，國際時間局為天文和地球物理數據分析服務聯盟（FAGS）的一部分。1970年以后，原子时已經在全世界范围内广泛采用，國際時間局负责保持國際原子時和世界時的同步。1987年国际时间局撤销，协调世界時的工作由國際度量衡局承担，用天球参考系和地球自转对世界时进行校正的工作由國際地球自轉和參考系服務承担。